# Show TV
Show TV é um canal de televisão turco, que faz parte da Ciner Media Group.

## Programas

### Séries
- Türk'ün Uzayla İmtihanı (2012)
- Suskunlar (2012)
- Ustura Kemal (2012)
- Pis Yedili (2011-2014)
- Adını Feriha Koydum (2011-2012)
- Muhteşem Yüzyıl (2011)
- Karadağlar (2010–2011)
- Ezel (2009)
- Kurtlar Vadisi Pusu (2007–2009)
- Acı Hayat (2005–2007)
- Cennet Mahallesi (2004–2007)
- Kurtlar Vadisi (2003–2005)
- Dadı (2000–2002)
- Tatlı Hayat (2001–2003)
- Deli Yürek (1999–2001)
- Doktorlar (2006-2011)
- Sahte Prenses (2006)
- Kanlı Düğün (2005)
- Turk mali
- 32. Gün (1992-1995; mudou-se para o canal atv; 1995-1998)

### Programas de entretenimento
- Var mısın? Yok musun? (versão turca de Deal or No Deal)
- Pazar Sürprizi
- Şahane Show
- Yemekteyiz (versão turca de Come Dine With Me)
- Wipeout (com base no programa estadunidense Wipeout)
- Canlı Para (versão turca de The Million Pound Drop Live)
- MasterChef
- Survivor Türkiye
- Huysuz'la Dans Eder misin? (a versão em turco do programa So You Think You Can Dance)
- Yetenek siz siniz
- O Ses Turkiye
- Bugun ne giysem